# Glomera graminifolia
Glomera graminifolia är en orkidéart som beskrevs av Rudolf Schlechter. Glomera graminifolia ingår i släktet Glomera, och familjen orkidéer. Inga underarter finns listade i Catalogue of Life.